# Cortinarius meinhardii
Cortinarius meinhardii (Marcel Bon, 1986), sin. Cortinarius vitellinus (Meinhard Michael Moser, 1952), din încrengătura Basidiomycota, în familia Cortinariaceae și de genul Cortinarius este o specie rară de ciuperci otrăvitoare posibil letală care coabitează, fiind un simbiont micoriza (formează micorize pe rădăcinile arborilor). O denumire populară nu este cunoscută. În România, Basarabia și Bucovina de Nord trăiește pe sol calcaros pe mușchi și între ierburi, solitar sau în grupuri mici, în păduri de conifere cu predilecție sub molizi, dar, de asemenea, pe lângă brazi argintii și pini de pădure. Apare de la câmpie la munte din (iulie) august până în noiembrie.

## Taxonomie

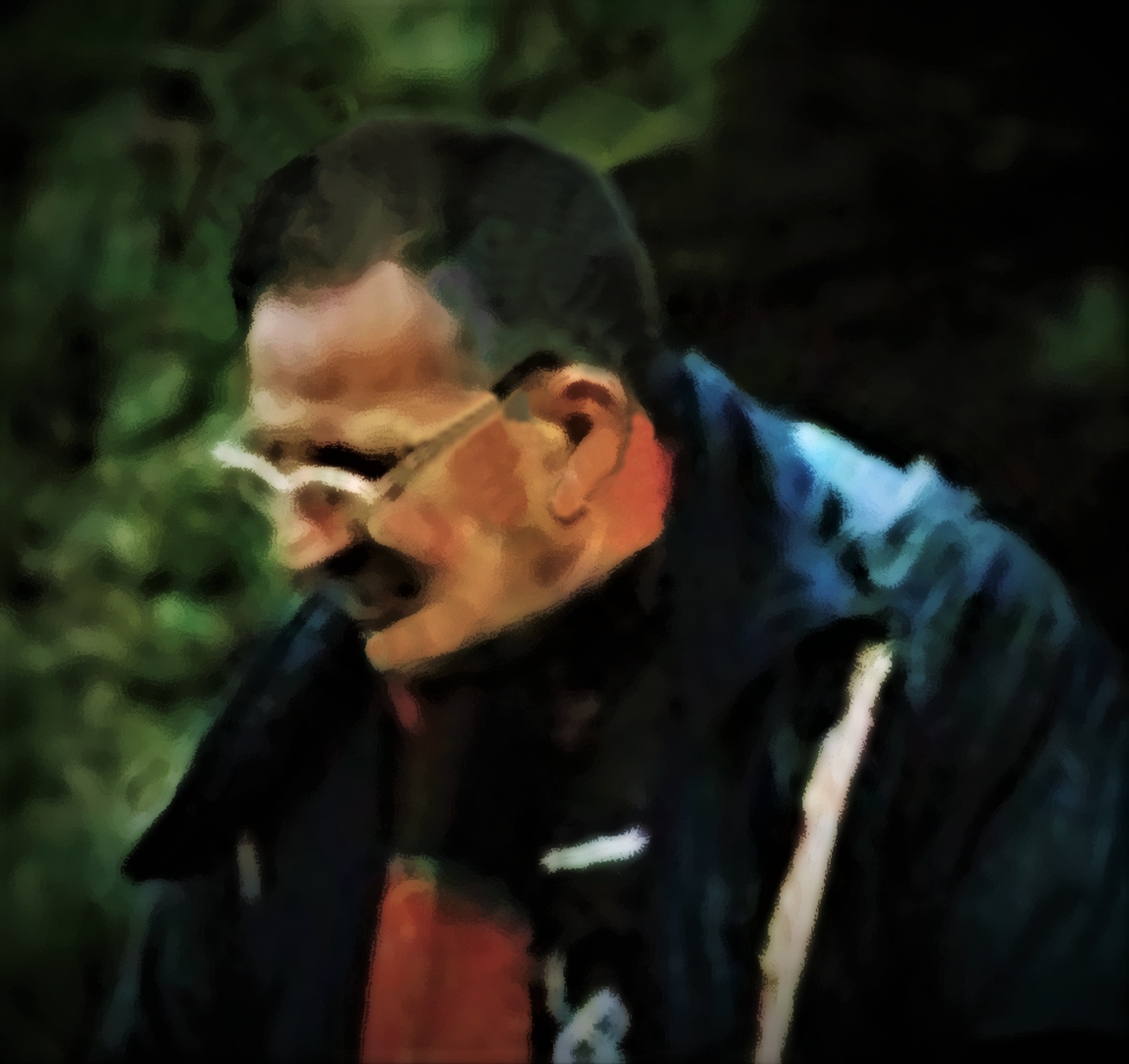
Marcel Bon

Această specie a fost descrisă pentru prima dată de cunoscutul micolog austriac (Meinhard Michael Moser, de verificat în volumul 6 al jurnalului micologic Sydowia din 1952, un taxon folosit de mai mulți micologi până în prezent.
Dar numele binomial hotărât este Cortinarius meinhardii determinat de micologul francez Marcel Bon în volumul 16 al jurnalului micologic Documents Mycologiques din 1986, fiind și numele curent valabil (2021).
Trebuie menționat că, în 2022, micologii finlandezi Tuula Niskanen și Kare Liimatainen au propagat mutarea speciei la genul Calonarius, creat de ei, sub termenul Calonarius splendens. De asemenea, toți ceilalți taxoni sunt acceptați. Toate celelate denumiri sunt acceptate drept sinonime.
Epitetul specific a fost creat de sus numitul Marcel Bon în onoarea colegului său Meinhard Michael Moser.

## Descriere
- Pălăria: cărnoasă, fermă și nehigrofană cu un diametru de 4-10 (12) cm este la început emisferică cu marginea nestriată și rulată spre interior, apoi convexă și în sfârșit aplatizată și ondulată cu marginea ocazional răsucită în sus. Cuticula este la ariditate mai mult sau mai puțin lucioasă, la umezeală slinoasă până cleioasă. Coloritul la început  galben viu până la galben de sulf, dezvoltă, începând în centru, solzișori mici roșiatici care dau buretelui matur un aspect galben-roșiatic. Doar marginea rămâne mai deschisă.
- Lamelele: sunt subțiri și destul de aglomerate, intercalate cu lameluțe de lungime diferită, fiind atașate bombat la picior. Coloritul inițial galben de canar se decolorează cu timpul galben-măsliniu până galben-ruginiu. În tinerețe sunt acoperite de o cortină trecătoare deasă, deschis galben-portocalie, formată din fibre foarte fine ca de păienjeniș, rest al vălului parțial. Muchiile sunt fin fierăstruite.
- Piciorul: cărnos, robust și plin pe dinăuntru cu o lungime de 4-9 (11) cm și o grosime de 1,5-2 cm (la bază 3 cm) este în mare parte cilindric, prezentând însă la bază un bulb bordurat și tăios. Coloritul suprafeței uscate este deschis galben de crom, tapițat la maturitate cu resturi ale vălului ruginii. Rămășitele miceliului bazal sunt clar galben de sulf. Nu poartă un inel veritabil.
- Carnea: fermă și puțin elastică de colorit galben deschis până galben de lămâie sau de gălbenuș de ou, în pălărie mereu mai albicioasă, nu se decolorează după tăiere. Mirosul este în stadiu mai tânăr al ciupercii dulce de malț, dar capătă după câtva timp nuanțe de piper. Exemplare mai bătrâne au un miros neplăcut, dezgustător, amintind de acid butiric. Gustul este blând.[3][4]
- Caracteristici microscopice: are spori galben-maronii, în formă de migdale până la elipsoidali, alungiți și mai ascuțiți spre apicol, pe exterior verucoși, măsurând 9-11,4 x 5-6,3 microni. Pulberea lor este ruginie. Basidiile sunt clavate cu 4 sterigme fiecare, având o dimensiune de 22-30 x 9-10 microni.[8]
- Reacții chimice: carnea se decolorează cu o soluție de hidroxid de potasiu, Hidroxid de sodiu mai întâi slab maroniu, apoi brun-măsliniu, iar cuticula brun roșiatic închis și carnea cu sulfat de fier verde-măsliniu închis.[9] Reacționează sub raze ultraviolete cu o fluorescență de un galben de lămâie viu.[10]

## Confuzii
Cortinarius meinhardii poate fi confundat de exemplu cu Cortinarius claricolor (comestibil), Cortinarius crassus (comestibil), Cortinarius elegantior (comestibil, carne slab gălbuie, în centrul piciorului ușor roșiatică, miros imperceptibil, gust blând), Cortinarius elegantissimus (otrăvitor), Cortinarius fulmineus (otrăvitor, miros slab de ciuperci, trăiește numai în păduri de foioase) + imagini Arhivat în 29 noiembrie 2022, la Wayback Machine., Cortinarius odorifer (comestibil), Cortinarius olidus (necomestibil), Cortinarius percomis (comestibil), Cortinarius rubicundulus (otrăvitor, lamele ocru, bătrâne brun de scorțișoară, carnea colorându-se  după tăietură imediat galben, apoi maro, gust și miros ușor de ridichi), Cortinarius saginus sin. Cortinarius subvalidus (comestibil), Cortinarius splendens (letal, carne galbenă) Cortinarius superbus (posibil letal, foarte asemănător, dar miros de iarbă proaspătă sau de porumb verde, gust blând), Cortinarius triumphans sin. Cortinarius crocolitus (comestibil), Cortinarius turmalis (comestibil, miros ceva fistichiu ca de drojdie sau de lapte acru, gust blând) sau chiar și cu Tricholoma equestre sin. Tricholoma flavovirens (poate să fie letală ca Paxillus involutus, pălărie galben-verzuie, picior albicios, spori albi, miros făinos și gust plăcut).

## Specii asemănătoare în imagini

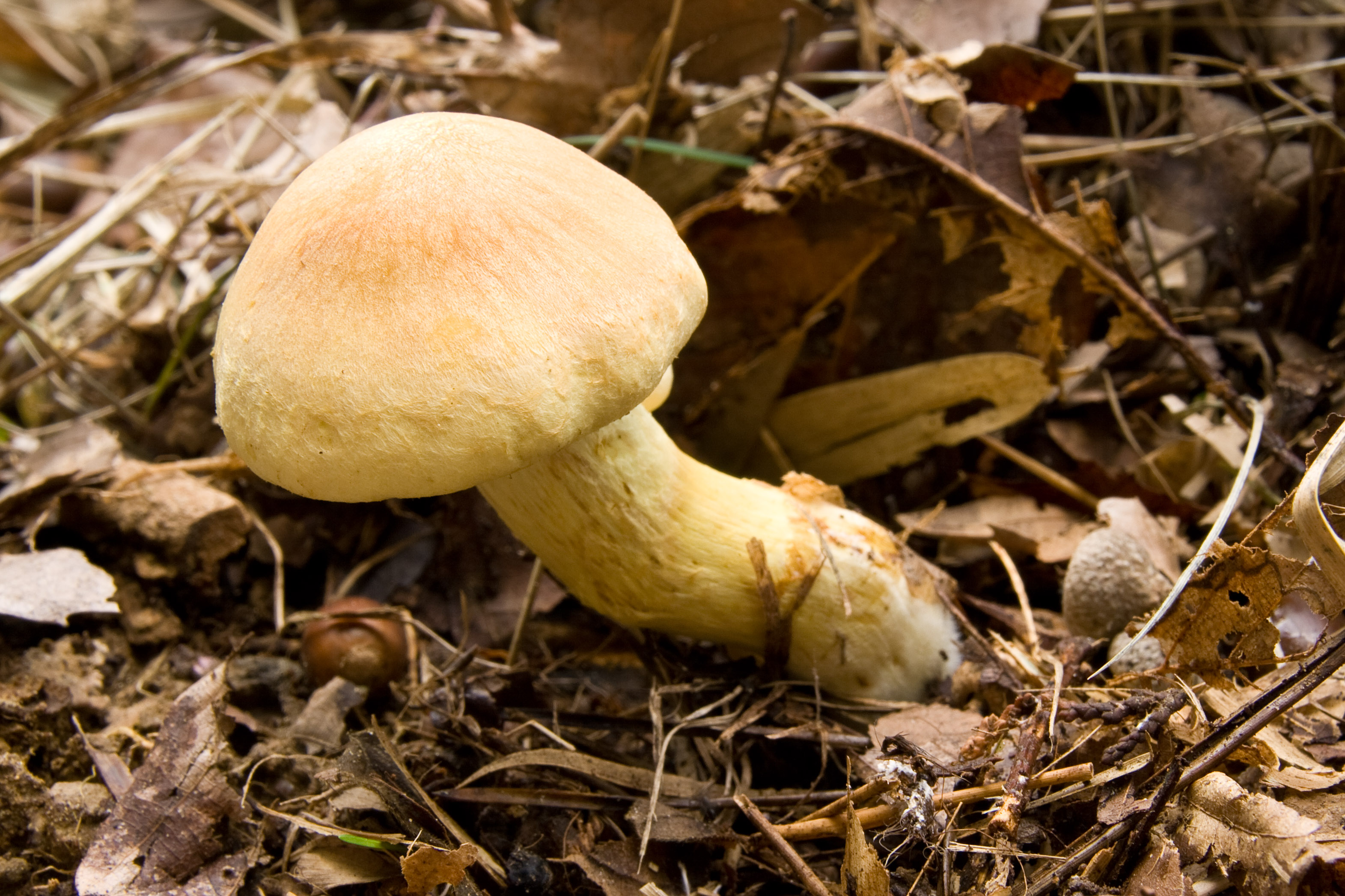
Cortinarius claricolor
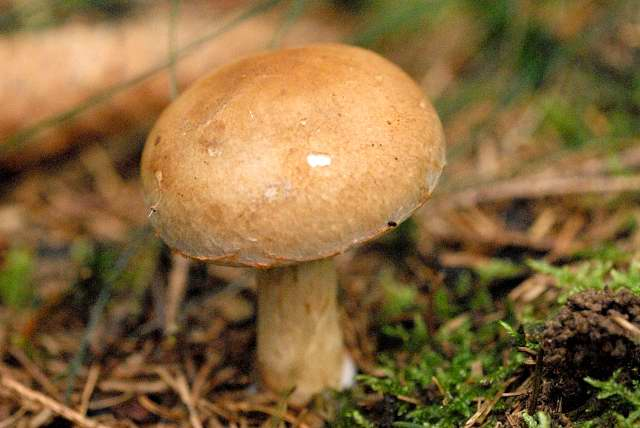
Cortinarius.crassus
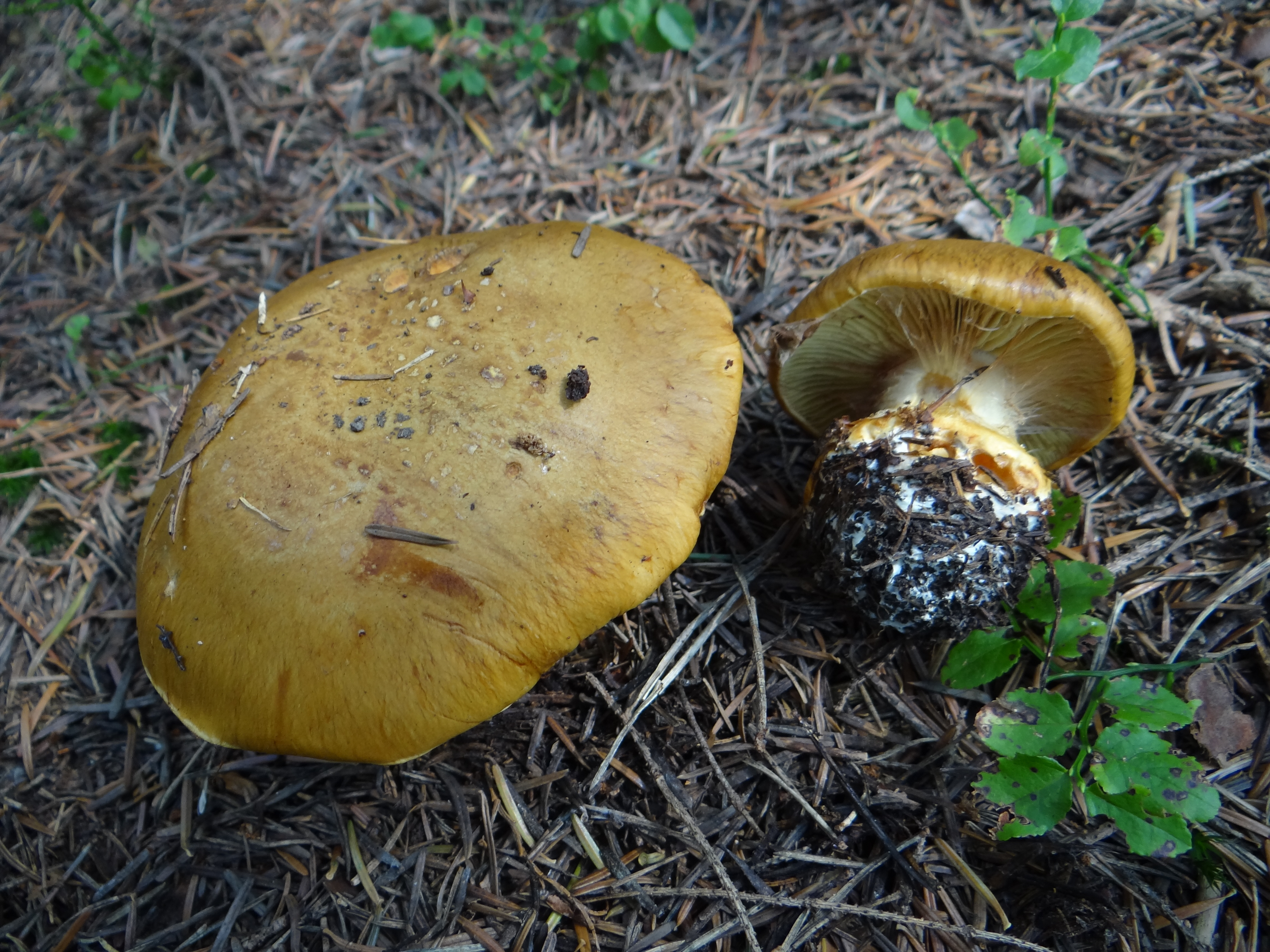
Cortinarius elegantior
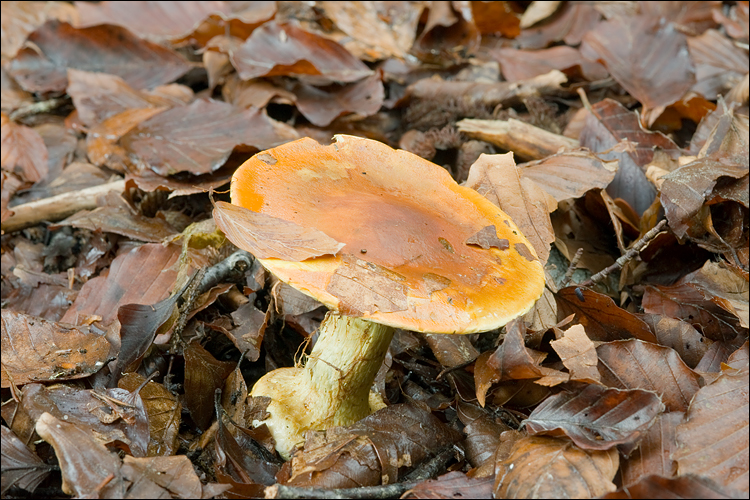
!!Cortinarius elegantissimus!!
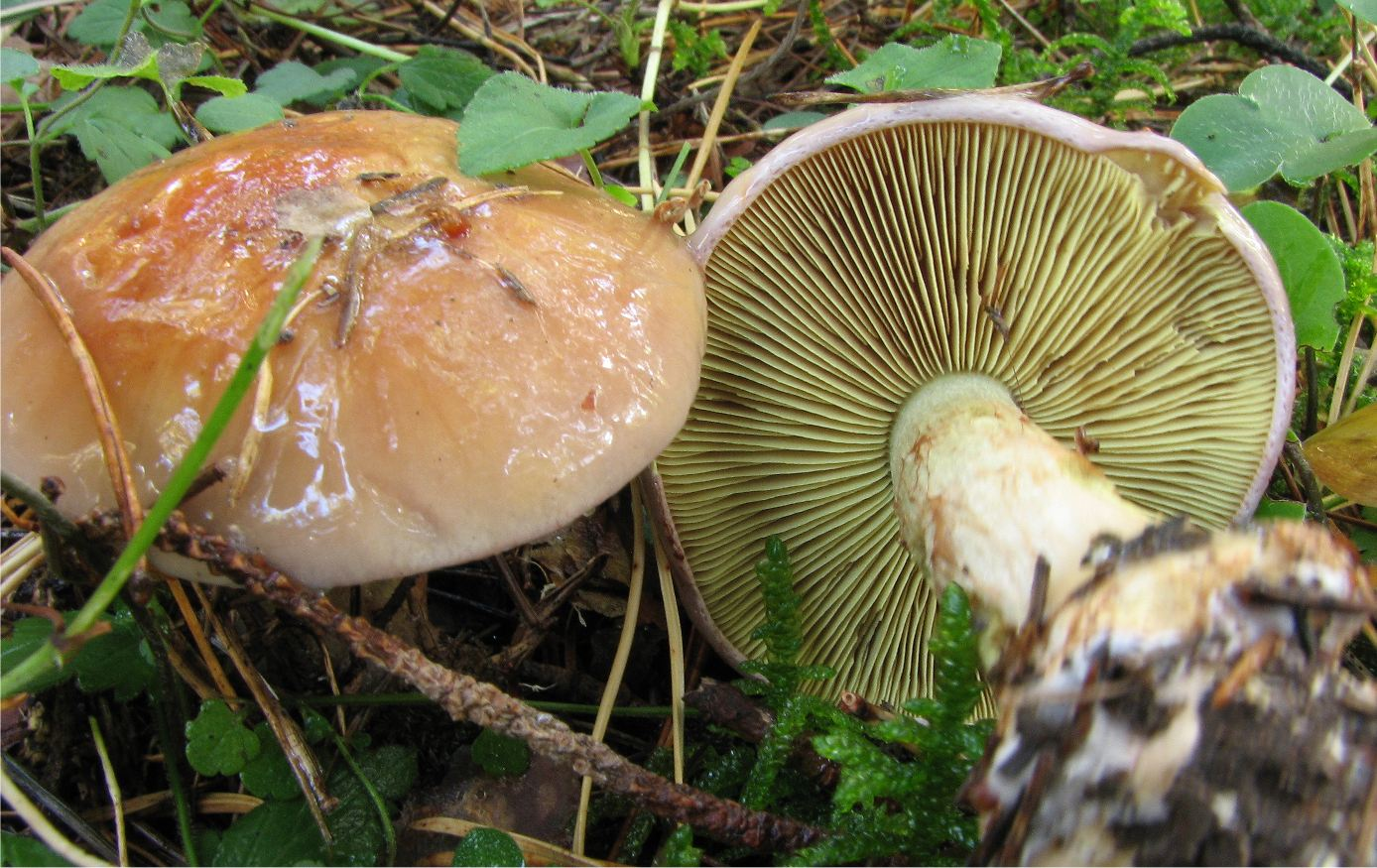
Cortinarius odorifer

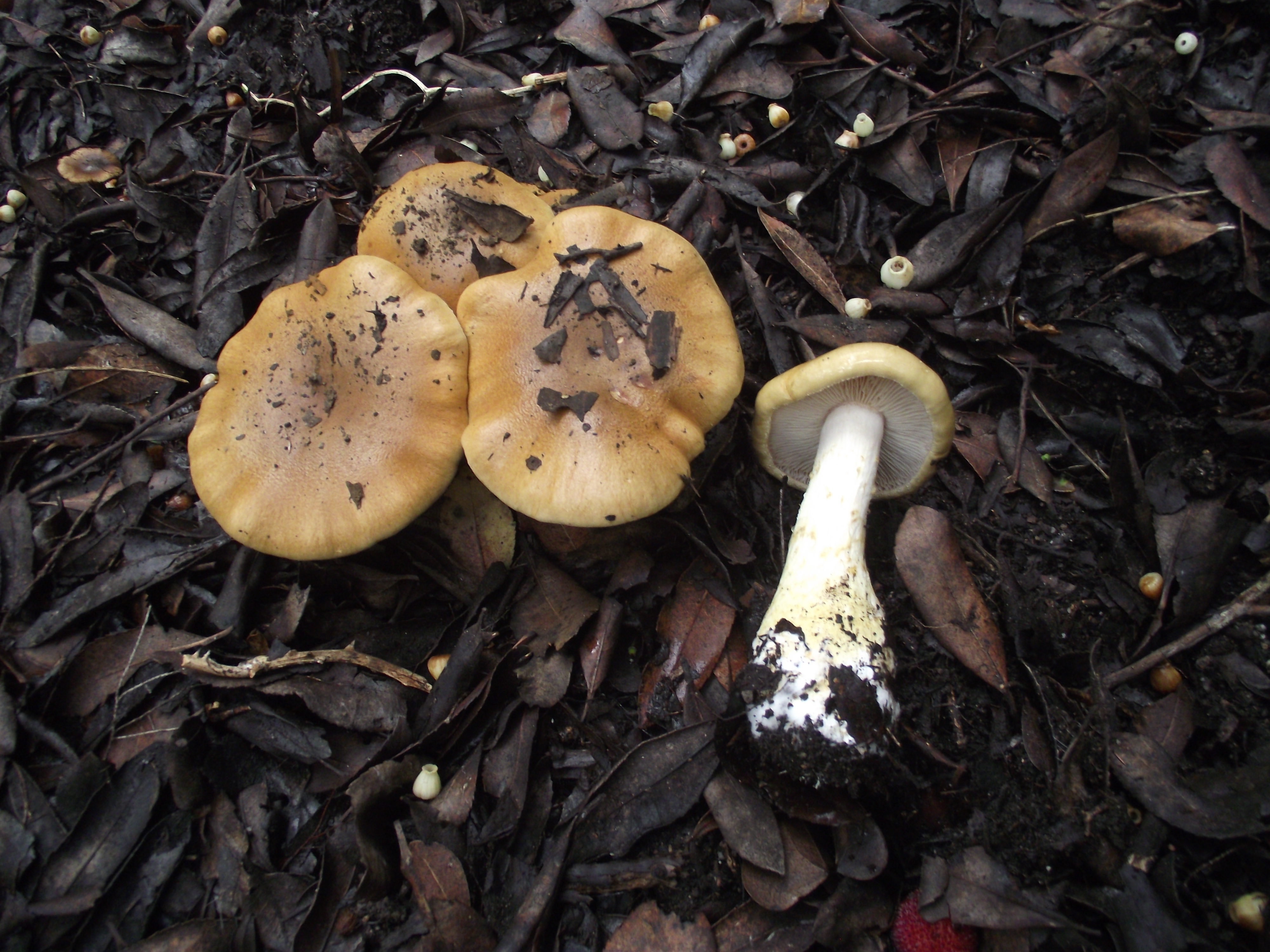
!Cortinarius olidus!
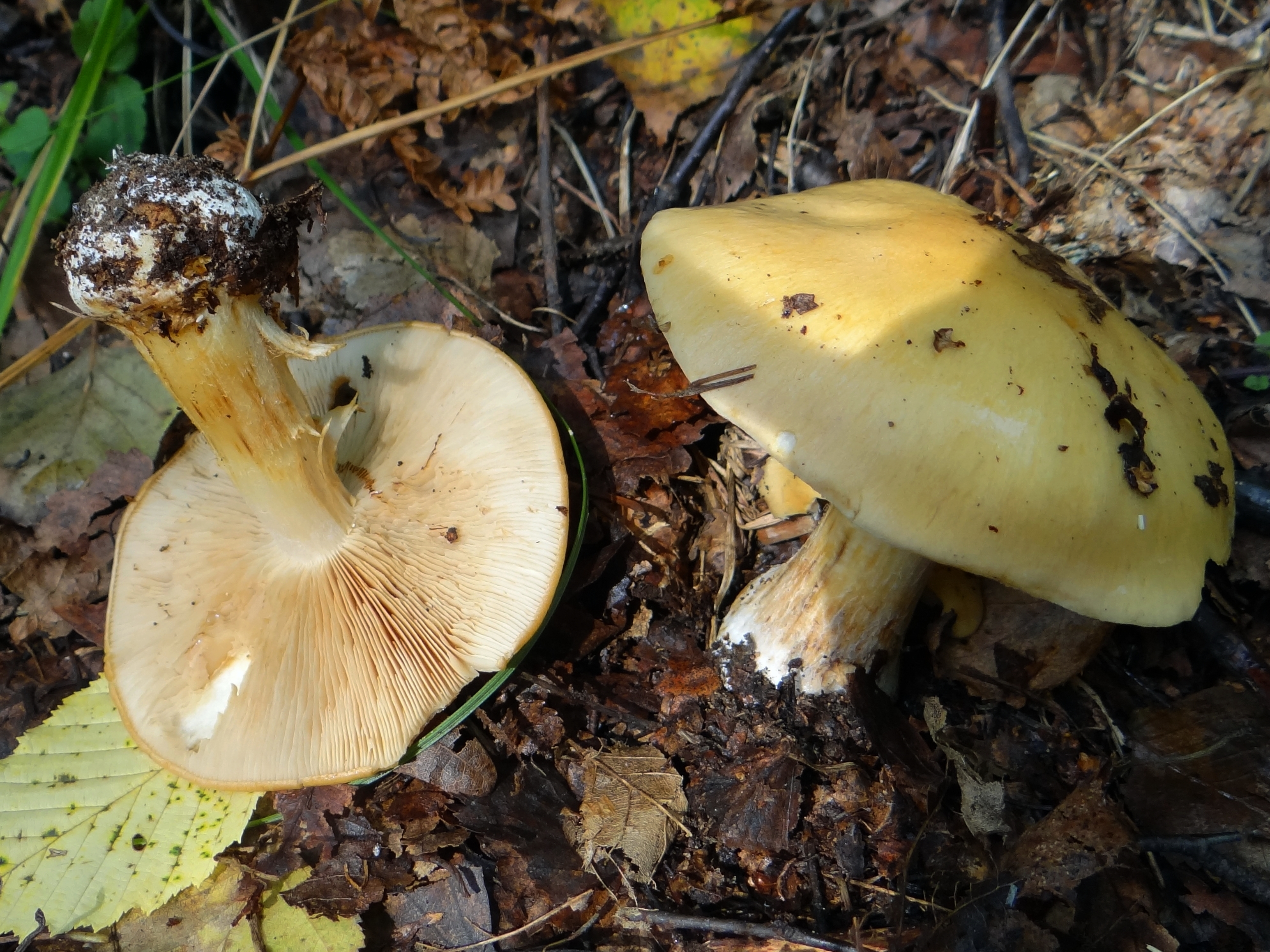
Cortinarius percomis
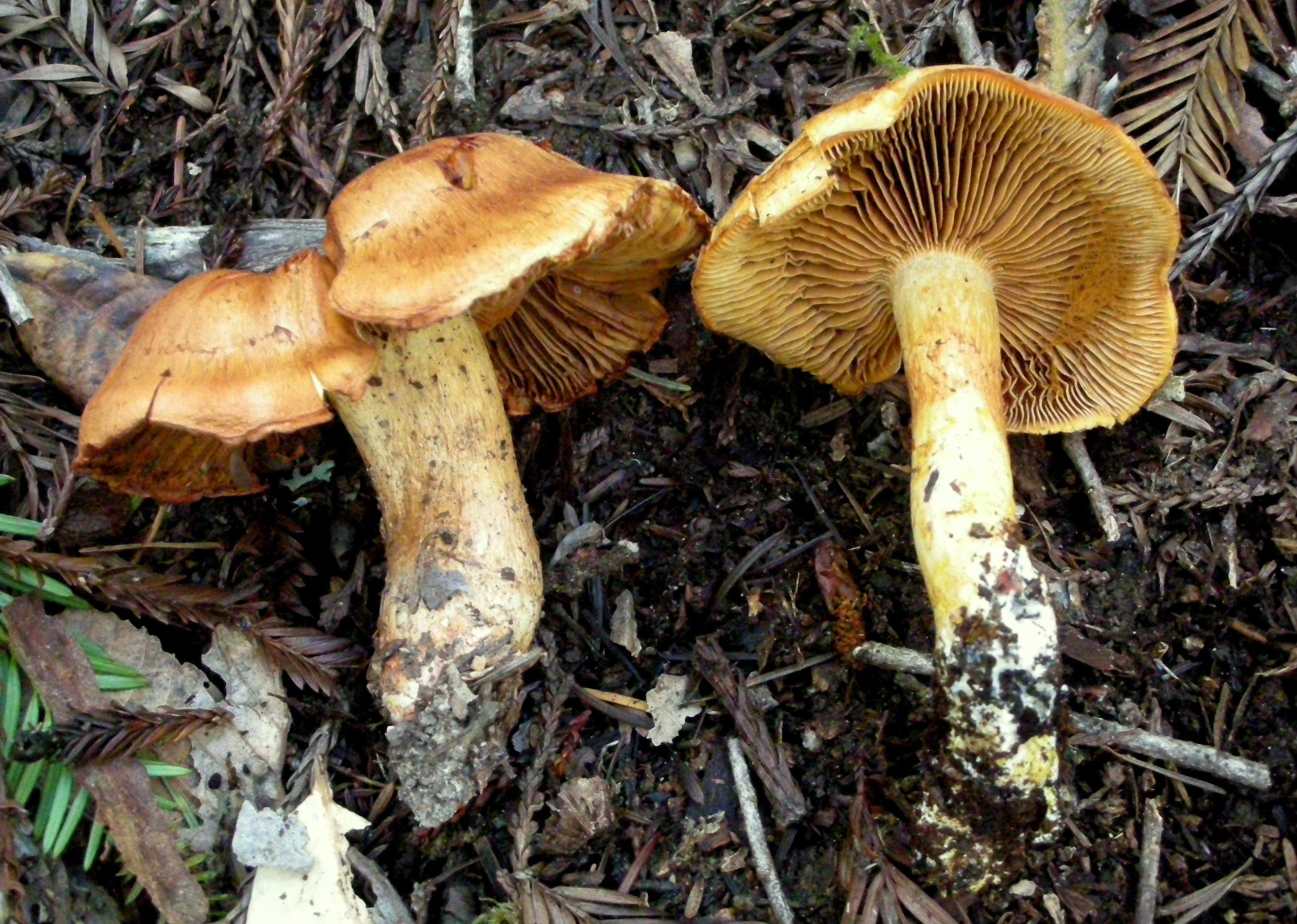
!!Cortinarius rubicundulus!!
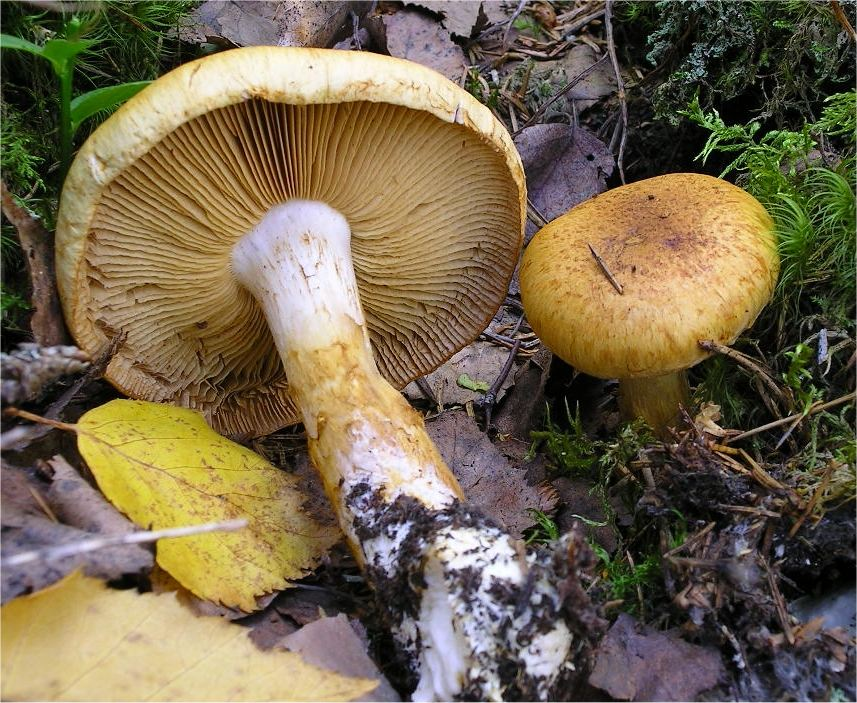
Cortinarius saginus
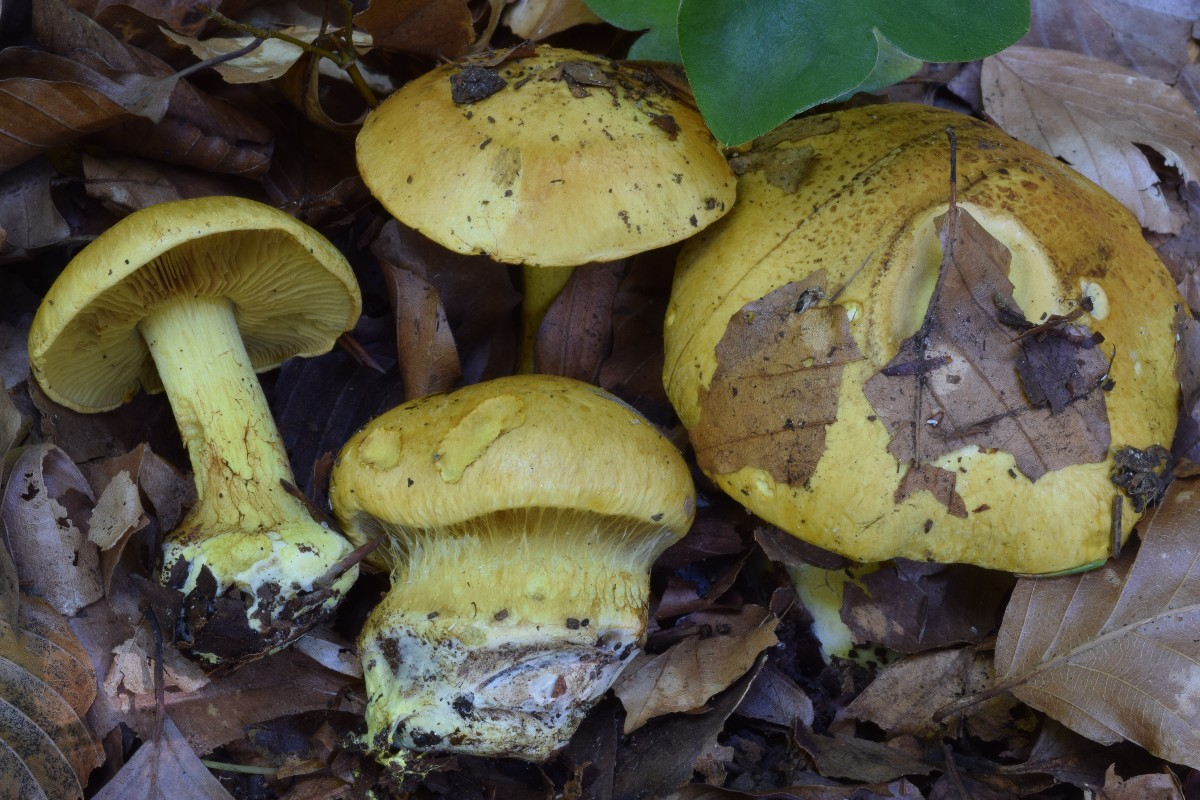
!!!Cortinarius splendens!!!

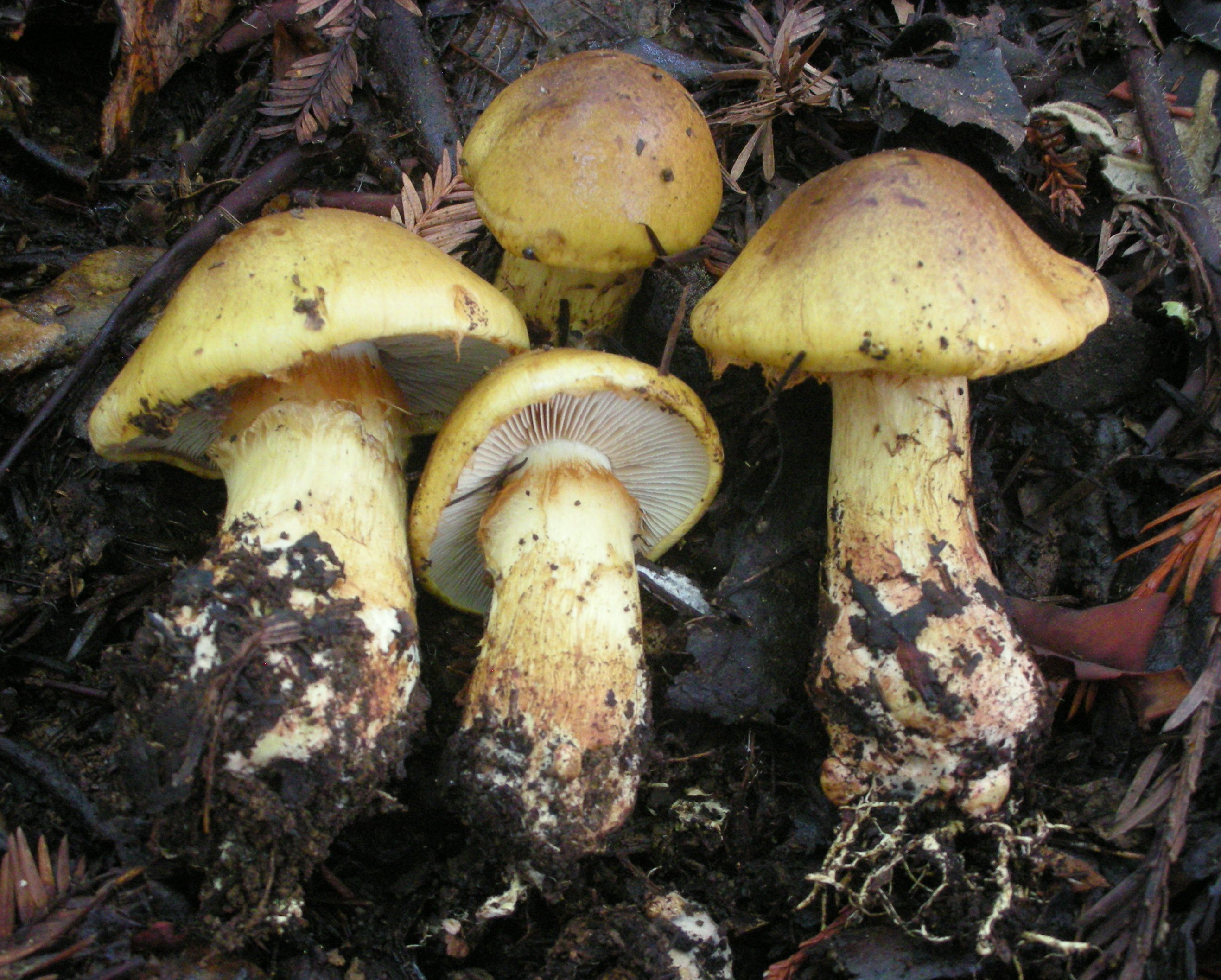
Cortinarius superbus A.H. Sm 687649
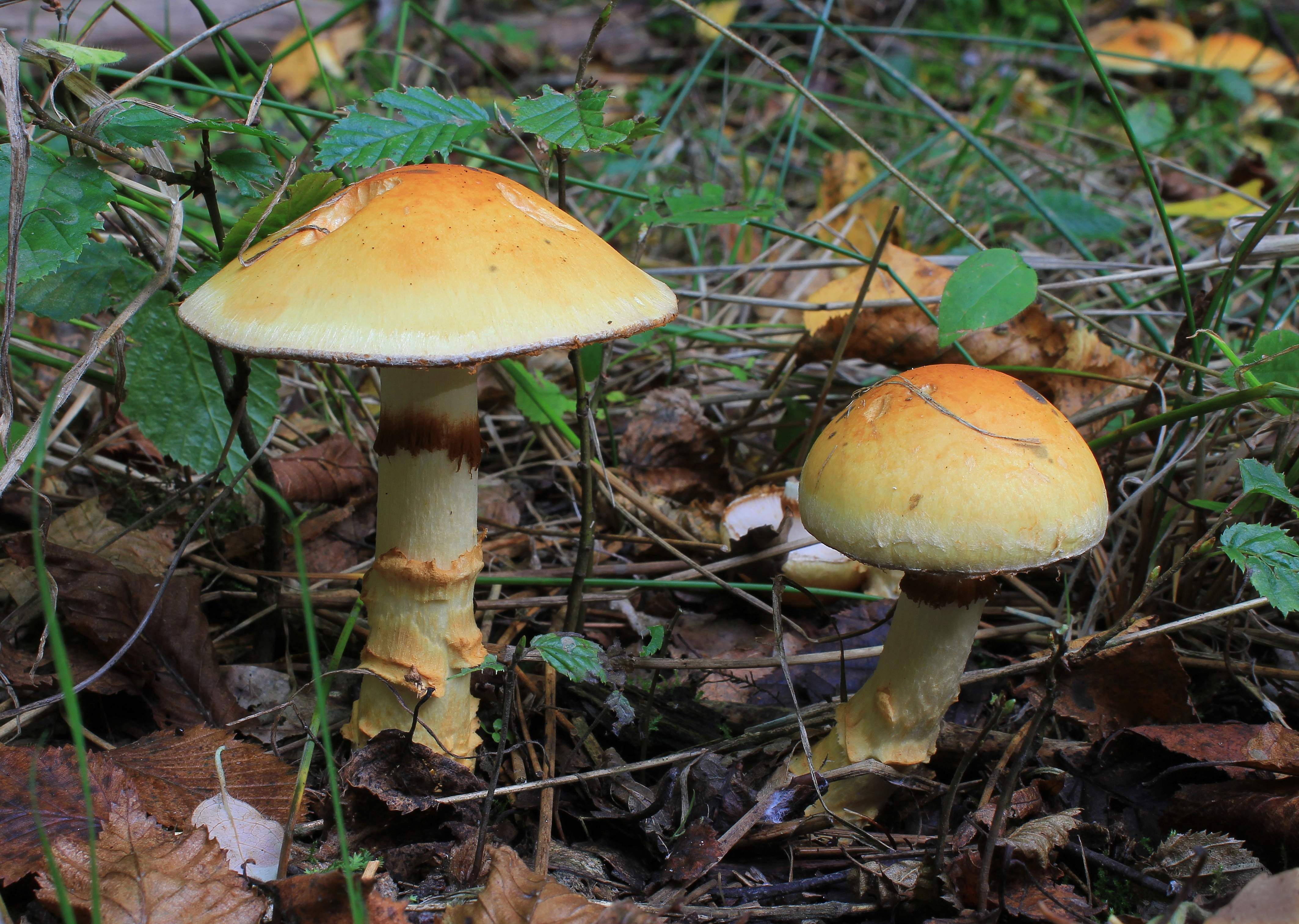
Cortinarius triumphans
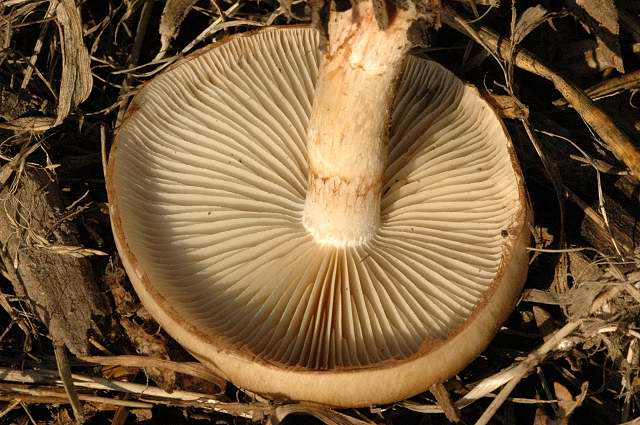
Cortinarius.turmalis
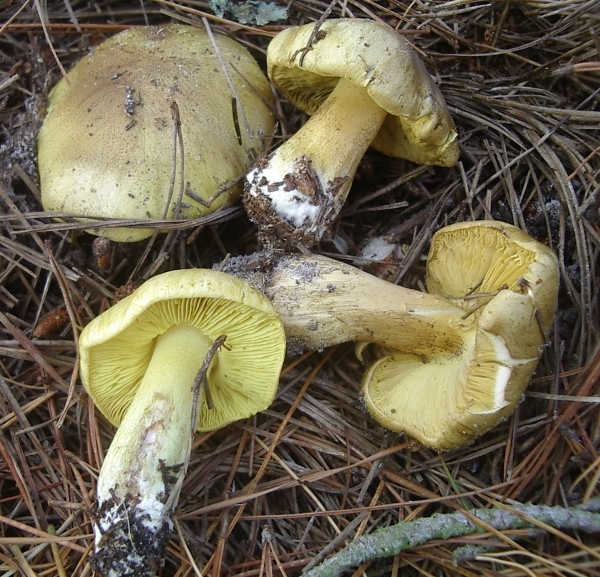
!!Tricholoma equestre!!

## Valorificare
În unele cărți vechi micologice Cortinarius meinhardii a fost declarat comestibil, dar s-a dovedit că este potențial fatal. A provocat intoxicații severe cu insuficiență renală acută similară cu sindromul orelanian (parafaloidian), deși această toxină nu a fost detectată. Simptomele intoxicației au fost întârziate cu câteva zile, mai ales după consumuri repetate. O toxină renală similară sau diferită (nefrotoxină) este cu siguranță implicată aici.